# Hy vọng
Hy vọng là một sự trông chờ, ấp ủ niềm tin vào những điều mình mong muốn sẽ xảy ra trong tương lai, những điều này thường không nằm trong giới hạn khả năng của bản thân mà phụ thuộc vào các yếu tố ngoại cảnh, thậm chí là kì tích . Là một động từ, nó mang các nghĩa: "tự tin chờ đợi" và "ấp ủ một mong muốn với sự mong đợi (rằng mong muốn đó sẽ thành hiện thực)."
Các từ đối lập của hy vọng là thất vọng và tuyệt vọng.

## Trong tâm lý học

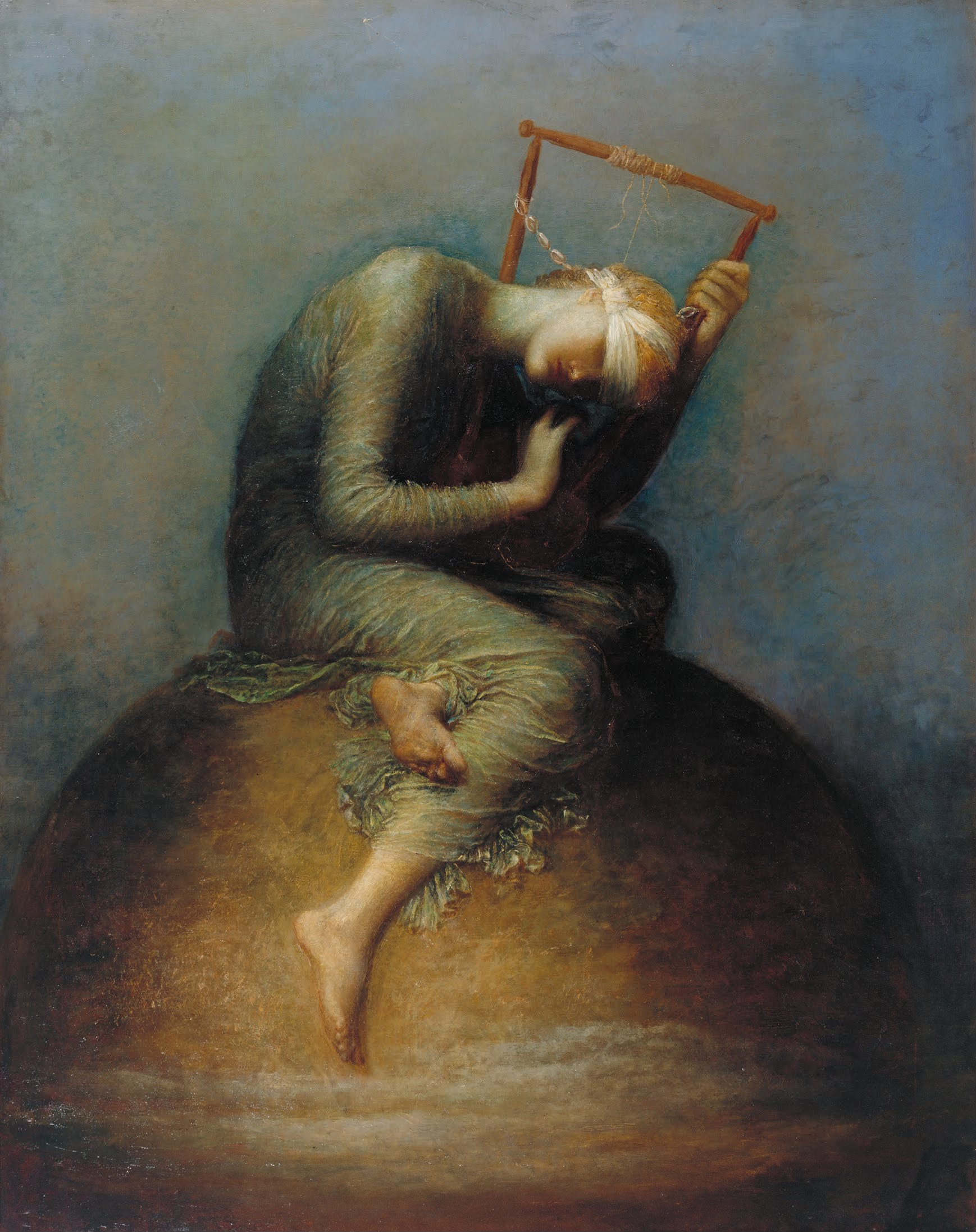
Hy vọng nằm ở dưới cùng của hộp Pandora. Bức tranh của George Frederic Watts, 1886

Giáo sư tâm lý học Barbara Fredrickson lập luận rằng hy vọng sẽ xuất hiện khi khủng hoảng xảy ra, mở ra cho chúng ta những khả năng sáng tạo mới. Frederickson lập luận rằng với nhu cầu lớn xuất hiện một loạt các ý tưởng khác thường, cũng như những cảm xúc tích cực như hạnh phúc và niềm vui, sự can đảm và trao quyền được rút ra từ bốn lĩnh vực khác nhau của bản thân: từ quan điểm nhận thức, tâm lý, xã hội hoặc thể chất. Những người hay hy vọng "giống như động cơ nhỏ bé có thể, [vì] họ cứ tự nhủ rằng "Tôi nghĩ tôi có thể, tôi nghĩ tôi có thể ". Suy nghĩ tích cực như vậy mang lại kết quả khi dựa trên cảm giác lạc quan thực tế, không dựa trên một "hy vọng sai lầm" một cách ngây thơ.
Nhà tâm lý học Charles R. Snyder liên kết hy vọng với sự tồn tại của một mục tiêu, kết hợp với một kế hoạch xác định để đạt được mục tiêu đó: Alfred Adler đã lập luận tương tự về tính trung tâm của việc tìm kiếm mục tiêu trong tâm lý con người, tương tự như suy nghĩ của nhà nhân học triết học Ernst Bloch. Snyder cũng nhấn mạnh mối liên hệ giữa hy vọng và ý chí tinh thần, cũng như nhu cầu nhận thức thực tế về các mục tiêu, cho rằng sự khác biệt giữa hy vọng và sự lạc quan là hy vọng bao gồm những quy trình thực tế cho một tương lai được cải thiện. DW Winnicott thấy hành vi chống đối xã hội của một đứa trẻ như thể hiện một hy vọng vô thức để quản lý bởi xã hội rộng lớn hơn, khi sự bó hẹp trong gia đình đã thất bại. Lý thuyết quan hệ đối tượng tương tự thấy sự chuyển giao phân tích được thúc đẩy một phần bởi một hy vọng vô thức rằng những xung đột và chấn thương trong quá khứ có thể được xử lý lại một lần nữa.

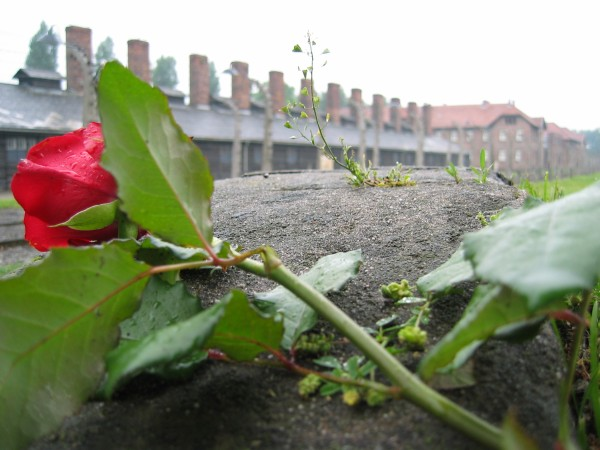
Auschwitz, một bông hồng bày tỏ hy vọng

Là một chuyên gia về tâm lý học tích cực, Snyder đã nghiên cứu cách hy vọng và tha thứ có thể tác động đến một số khía cạnh của cuộc sống như sức khỏe, công việc, giáo dục và ý nghĩa cá nhân. Ông nói rằng có ba điều chính tạo nên suy nghĩ đầy hy vọng:
- Mục tiêu - Tiếp cận cuộc sống theo cách hướng đến mục tiêu.
- Con đường - Tìm cách khác nhau để đạt được mục tiêu của bạn.
- Trung gian - Tin tưởng rằng bạn có thể thúc đẩy thay đổi và đạt được những mục tiêu này.

Nói cách khác, hy vọng được định nghĩa là khả năng nhận thức để rút ra con đường đến mục tiêu mong muốn và thúc đẩy bản thân thông qua suy nghĩ của cơ quan để sử dụng những con đường đó.

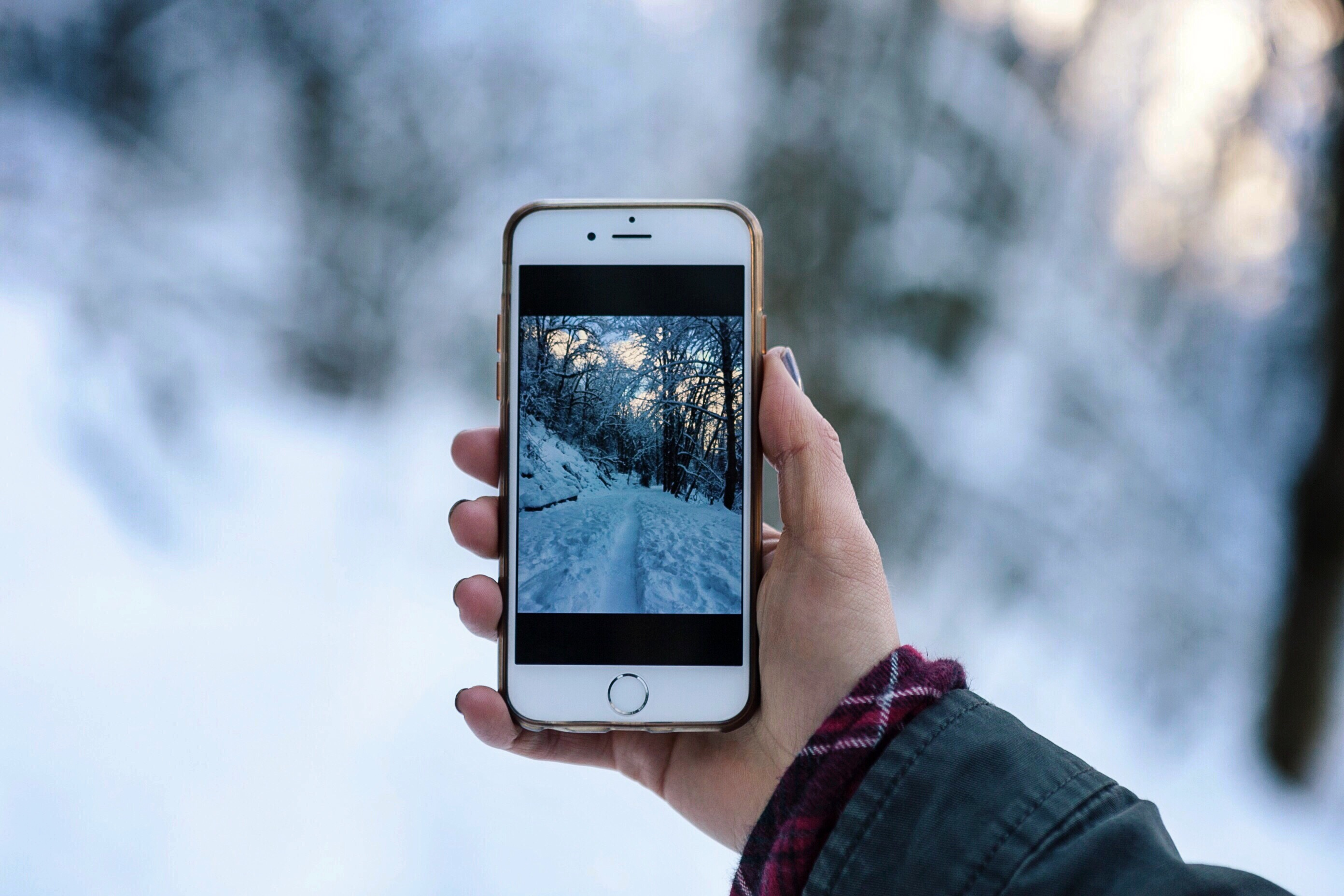
Hy vọng nắng lên sau cơn bão tuyết

Snyder đề xuất một "Thang đo hy vọng", coi quyết tâm của một người để đạt được mục tiêu là hy vọng được đo lường của họ. Snyder phân biệt giữa hy vọng đo lường của người lớn và hy vọng đo lường trẻ em. Thang đo Hy vọng dành cho người lớn của Snyder có 12 câu hỏi; 4 đo lường 'suy nghĩ con đường', 4 đo lường 'suy nghĩ về trung gian' và 4 đo lường đơn giản dùng để lấp chỗ trống. Mỗi môn trả lời cho từng câu hỏi bằng thang điểm 8. Fibel và Hale đo lường hy vọng bằng cách kết hợp Thang đo Hy vọng của Snyder với Kỳ vọng Tổng quát cho Thang đo Thành công (GESS) của riêng họ để đo lường hy vọng theo kinh nghiệm. Snyder cho rằng tâm lý trị liệu có thể giúp tập trung sự chú ý vào các mục tiêu của một người, dựa trên kiến thức ngầm về cách tiếp cận chúng. Tương tự như vậy, có một triển vọng và nắm bắt thực tế để hy vọng, phân biệt Không hy vọng, Hy vọng đã mất, Hy vọng sai và Hy vọng thực, khác nhau về quan điểm và chủ nghĩa hiện thực.

## Trong chăm sóc sức khỏe

### Lý thuyết chính
Trong vô số các mô hình kiểm tra tầm quan trọng của hy vọng trong cuộc sống của một cá nhân, có hai lý thuyết chính đã đạt được một số lượng đáng kể sự công nhận trong lĩnh vực tâm lý học. Một trong những lý thuyết này được phát triển bởi Charles R. Snyder, lập luận rằng hy vọng nên được xem như là một kỹ năng nhận thức thể hiện khả năng của một cá nhân để duy trì động lực trong việc theo đuổi một mục tiêu cụ thể. Mô hình này lý do rằng khả năng hy vọng của một cá nhân phụ thuộc vào hai loại suy nghĩ: tư duy đại lý và tư duy con đường. Tư duy đại lý đề cập đến quyết tâm của một cá nhân để đạt được mục tiêu của họ bất chấp những trở ngại có thể xảy ra, trong khi tư duy con đường đề cập đến những cách mà một cá nhân tin rằng họ có thể đạt được những mục tiêu cá nhân này.
Lý thuyết của Snyder sử dụng hy vọng như một cơ chế thường thấy nhất trong tâm lý trị liệu. Trong những trường hợp này, bác sĩ trị liệu giúp khách hàng của họ vượt qua các rào cản đã ngăn họ đạt được mục tiêu. Bác sĩ trị liệu sau đó sẽ giúp khách hàng đặt ra các mục tiêu cá nhân thực tế và phù hợp (nghĩa là "Tôi sẽ tìm thấy thứ gì đó mà tôi đam mê và điều đó khiến tôi cảm thấy tốt về bản thân mình"), và sẽ giúp họ vẫn hy vọng về khả năng đạt được những mục tiêu này và đề xuất con đường chính xác để thực hiện.
Trong khi lý thuyết của Snyder tập trung vào hy vọng như một cơ chế để vượt qua sự thiếu động lực để đạt được mục tiêu của một cá nhân, thì lý thuyết chính khác do Kaye A. Herth phát triển đề cập cụ thể hơn đến các mục tiêu trong tương lai của một cá nhân khi họ liên quan đến việc đối phó với bệnh tật. Herth xem hy vọng là "một thuộc tính động lực và nhận thức, về mặt lý thuyết là cần thiết để bắt đầu và duy trì hành động hướng tới mục tiêu đạt được". Thiết lập các mục tiêu thực tế và có thể đạt được trong tình huống này là khó khăn hơn, vì cá nhân rất có thể không có quyền kiểm soát trực tiếp đối với tương lai của sức khỏe của họ. Thay vào đó, Herth gợi ý rằng các mục tiêu nên quan tâm đến việc cá nhân sẽ đối phó với bệnh tật như thế nào "Thay vì uống rượu để giảm bớt nỗi đau của bệnh tật, tôi sẽ tụ tập với bạn bè và gia đình".
Mặc dù bản chất của các mục tiêu trong mô hình của Snyder khác với các mục tiêu trong mô hình của Herth, cả hai đều xem hy vọng là một cách để duy trì động lực cá nhân, cuối cùng sẽ mang lại cảm giác lạc quan hơn.

### Những phát hiện thực nghiệm chính
Hy vọng, và cụ thể hơn, hy vọng cụ thể, đã được chứng minh là một phần quan trọng của quá trình phục hồi sau khi bị bệnh; nó có lợi ích tâm lý mạnh mẽ cho bệnh nhân, giúp họ đối phó với căn bệnh của họ hiệu quả hơn. Ví dụ, hy vọng thúc đẩy mọi người theo đuổi các hành vi lành mạnh để phục hồi, chẳng hạn như ăn trái cây và rau quả, bỏ hút thuốc và tham gia vào các hoạt động thể chất thường xuyên. Điều này không chỉ giúp tăng cường sự phục hồi của mọi người khỏi bệnh tật mà còn giúp ngăn ngừa bệnh tật phát triển ngay từ đầu. Bệnh nhân duy trì mức độ hy vọng cao có tiên lượng cải thiện đối với bệnh đe dọa tính mạng và nâng cao chất lượng cuộc sống. Niềm tin và kỳ vọng, là những yếu tố chính của hy vọng, ngăn chặn nỗi đau ở những bệnh nhân mắc bệnh mãn tính bằng cách giải phóng endorphin và bắt chước tác dụng của morphin. Do đó, thông qua quá trình này, niềm tin và kỳ vọng có thể tạo ra một phản ứng dây chuyền trong cơ thể có thể giúp phục hồi sau khi mắc bệnh mãn tính. Phản ứng dây chuyền này đặc biệt rõ ràng với các nghiên cứu chứng minh hiệu ứng giả dược, một tình huống khi hy vọng là biến số duy nhất hỗ trợ cho sự phục hồi của những bệnh nhân này.
Nhìn chung, các nghiên cứu đã chứng minh rằng duy trì cảm giác hy vọng trong thời gian phục hồi sau khi bị bệnh là có lợi. Trong một số trường hợp, cảm giác tuyệt vọng trong giai đoạn phục hồi đã dẫn đến tình trạng sức khỏe bất lợi cho bệnh nhân (nghĩa là trầm cảm và lo lắng sau quá trình phục hồi). Ngoài ra, có nhiều hy vọng hơn trước và trong khi trị liệu nhận thức đã dẫn đến giảm các triệu chứng trầm cảm liên quan đến PTSD ở các cựu chiến binh. Hy vọng cũng đã được tìm thấy có liên quan đến nhận thức tích cực hơn về sức khỏe chủ quan. Tuy nhiên, các đánh giá của tài liệu nghiên cứu đã lưu ý rằng mối liên hệ giữa hy vọng và mức độ nghiêm trọng của triệu chứng trong các rối loạn sức khỏe tâm thần khác là không rõ ràng, chẳng hạn như trong trường hợp cá nhân bị tâm thần phân liệt.

### Các ứng dụng
Việc đưa hy vọng vào các chương trình điều trị có tiềm năng trong cả môi trường sức khỏe thể chất và tinh thần. Hy vọng như một cơ chế để điều trị được cải thiện đã được nghiên cứu trong bối cảnh PTSD, bệnh mãn tính và bệnh nan y, trong số các rối loạn và bệnh khác. Trong thực hành sức khỏe tâm thần, các bác sĩ lâm sàng đã đề nghị sử dụng các biện pháp can thiệp hy vọng như là một bổ sung cho các liệu pháp hành vi nhận thức truyền thống hơn. Về mặt hỗ trợ cho bệnh tật thể chất, nghiên cứu cho thấy hy vọng có thể khuyến khích giải phóng endorphin và enkephalin, giúp ngăn chặn cơn đau.

### Trở kháng
Có hai lập luận chính dựa trên phán quyết chống lại những người ủng hộ việc sử dụng hy vọng để giúp điều trị các bệnh nặng. Đầu tiên là nếu các bác sĩ có quá nhiều hy vọng, họ có thể tích cực điều trị cho bệnh nhân. Bác sĩ sẽ giữ một mảnh vỡ nhỏ với hy vọng rằng bệnh nhân có thể khỏe hơn. Do đó, điều này khiến họ thử các phương pháp tốn kém và có thể có nhiều tác dụng phụ. Một bác sĩ lưu ý  rằng cô hối hận vì đã hy vọng vào bệnh nhân của mình; kết quả là bệnh nhân của cô phải chịu đựng thêm ba năm đau đớn mà bệnh nhân sẽ không chịu đựng được nếu bác sĩ nhận ra sự phục hồi là không thể.
Đối số thứ hai là sự phân chia giữa hy vọng và mong muốn. Những người đang hy vọng đang tích cực cố gắng điều tra con đường hành động tốt nhất trong khi cân nhắc những trở ngại. Nghiên cứu  đã chỉ ra rằng nhiều người có "hy vọng" đang mơ tưởng và thụ động trải qua các chuyển động, như thể họ đang phủ nhận về hoàn cảnh thực tế của họ. Bị từ chối và có quá nhiều hy vọng có thể tác động tiêu cực đến cả bệnh nhân và bác sĩ.

### Lợi ích
Tác động mà hy vọng có thể có đối với quá trình phục hồi của bệnh nhân được hỗ trợ mạnh mẽ thông qua cả phương pháp nghiên cứu thực nghiệm và phương pháp lý thuyết. Tuy nhiên, các đánh giá về tài liệu cũng duy trì rằng cần có nghiên cứu dài hơn về phương pháp và phương pháp luận để xác định các biện pháp can thiệp nào thực sự hiệu quả nhất và trong bối cảnh nào (ví dụ như bệnh mãn tính so với bệnh nan y).

## Trong văn hóa

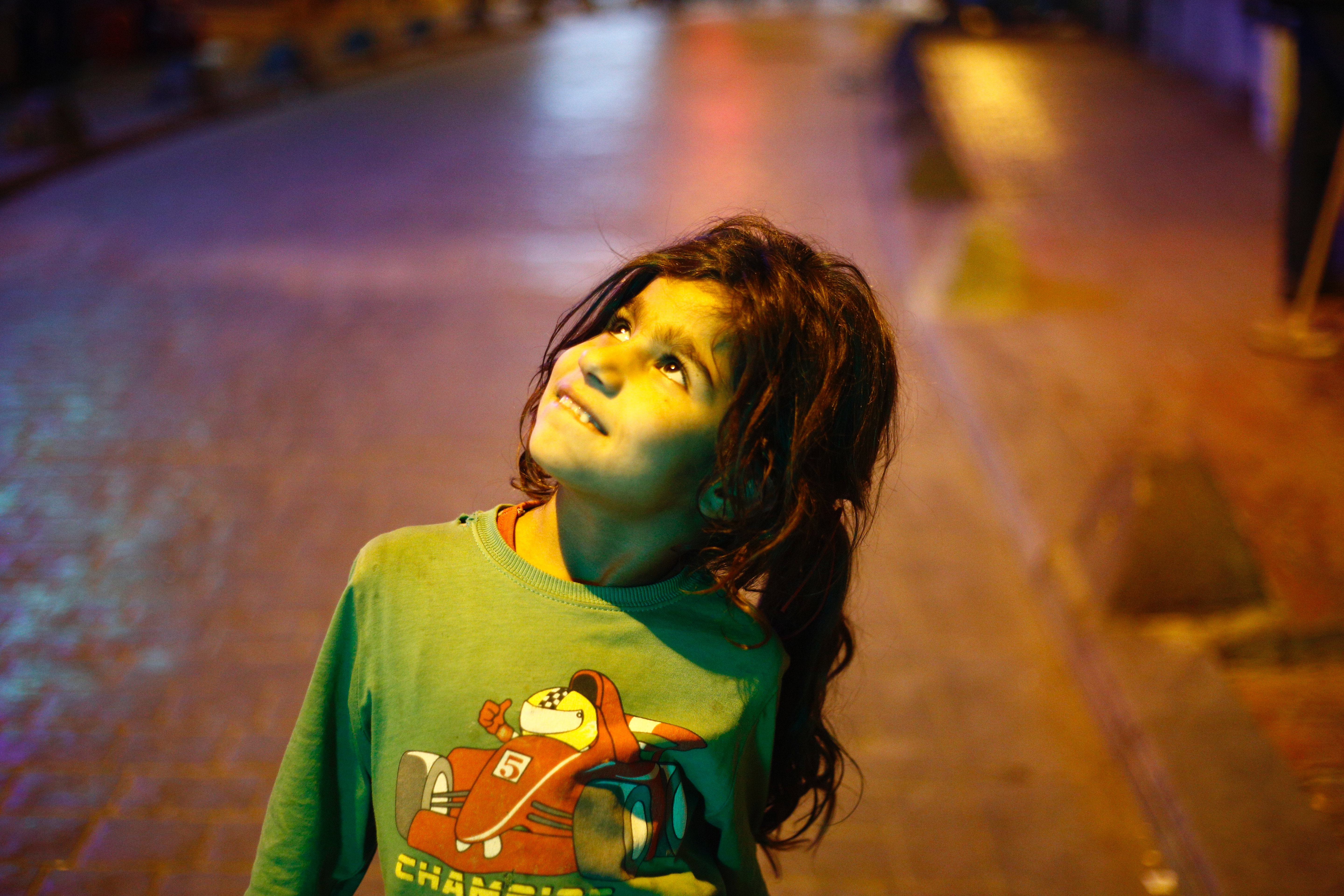
Một cô gái tị nạn Syria với vẻ mặt đầy hy vọng

Trong vấn đề toàn cầu hóa, hy vọng tập trung vào trao quyền kinh tế và xã hội.
Tập trung vào các khu vực của châu Á, hy vọng đã có một hình thức thế tục hoặc vật chất liên quan đến việc theo đuổi tăng trưởng kinh tế. Ví dụ chính là sự phát triển của các nền kinh tế của Trung Quốc và Ấn Độ, tương quan với khái niệm Chindia. Một ví dụ có liên quan thứ cấp là việc sử dụng kiến trúc đương đại ngày càng tăng ở các nền kinh tế đang phát triển, như tòa nhà của Trung tâm tài chính thế giới Thượng Hải, Burj Khalifa và Đài Bắc 101, đã làm nảy sinh hy vọng phổ biến ở các quốc gia gốc. Trong môi trường hỗn loạn, hy vọng vượt ra khỏi ranh giới văn hóa, trẻ em tị nạn Syria được hỗ trợ bởi dự án giáo dục của UNESCO thông qua giáo dục sáng tạo và hỗ trợ tâm lý xã hội. Hỗ trợ liên văn hóa khác tạo điều kiện cho hy vọng được tiếp tục liên quan đến văn hóa thực phẩm, ngăn cản người tị nạn khỏi chấn thương tâm lý thông qua việc đắm mình trong quá khứ văn hóa phong phú của họ.

## Trong quản lý
Robert Mattox, một nhà hoạt động xã hội và nhà tương lai học,  đề xuất vào năm 2012 một lý thuyết thay đổi xã hội dựa trên hiện tượng hy vọng liên quan đến việc lãnh đạo. Larry Stout đưa ra vào năm 2006 rằng một số điều kiện nhất định phải tồn tại trước khi những nhà lãnh đạo tài năng nhất có thể dẫn dắt sự thay đổi. Với những điều kiện như vậy, Mattox đề xuất một lý thuyết quản lý thay đổi xung quanh hy vọng, cho thấy rằng một nhà lãnh đạo có thể dẫn dắt sự thay đổi và định hình văn hóa trong cộng đồng hoặc tổ chức bằng cách tạo ra một "hy vọng" và bằng cách khai thác hệ thống hy vọng.   

## Trong văn học
Hope is the thing with feathers that perches in the soul and sings the tune without the words and never stops at all. 
 Hy vọng là thứ có cánh mà đậu trong tâm hồn và hát giai điệu mà không cần lời nói và không bao giờ dừng lại.— Emily Dickinson

 Một tài liệu tham khảo cổ điển về hy vọng đã đi vào ngôn ngữ hiện đại là khái niệm "Hy vọng suối vĩnh cửu" được lấy từ Tiểu luận về con người của Alexander Pope, cụm từ "Hy vọng suối vĩnh cửu trong ngực con người, Con người không bao giờ, nhưng luôn luôn là đáng trách: "  Một câu văn phổ biến khác," Hy vọng là thứ có cánh" (nguyên tác: lông vũ), là từ một bài thơ của Emily Dickinson.

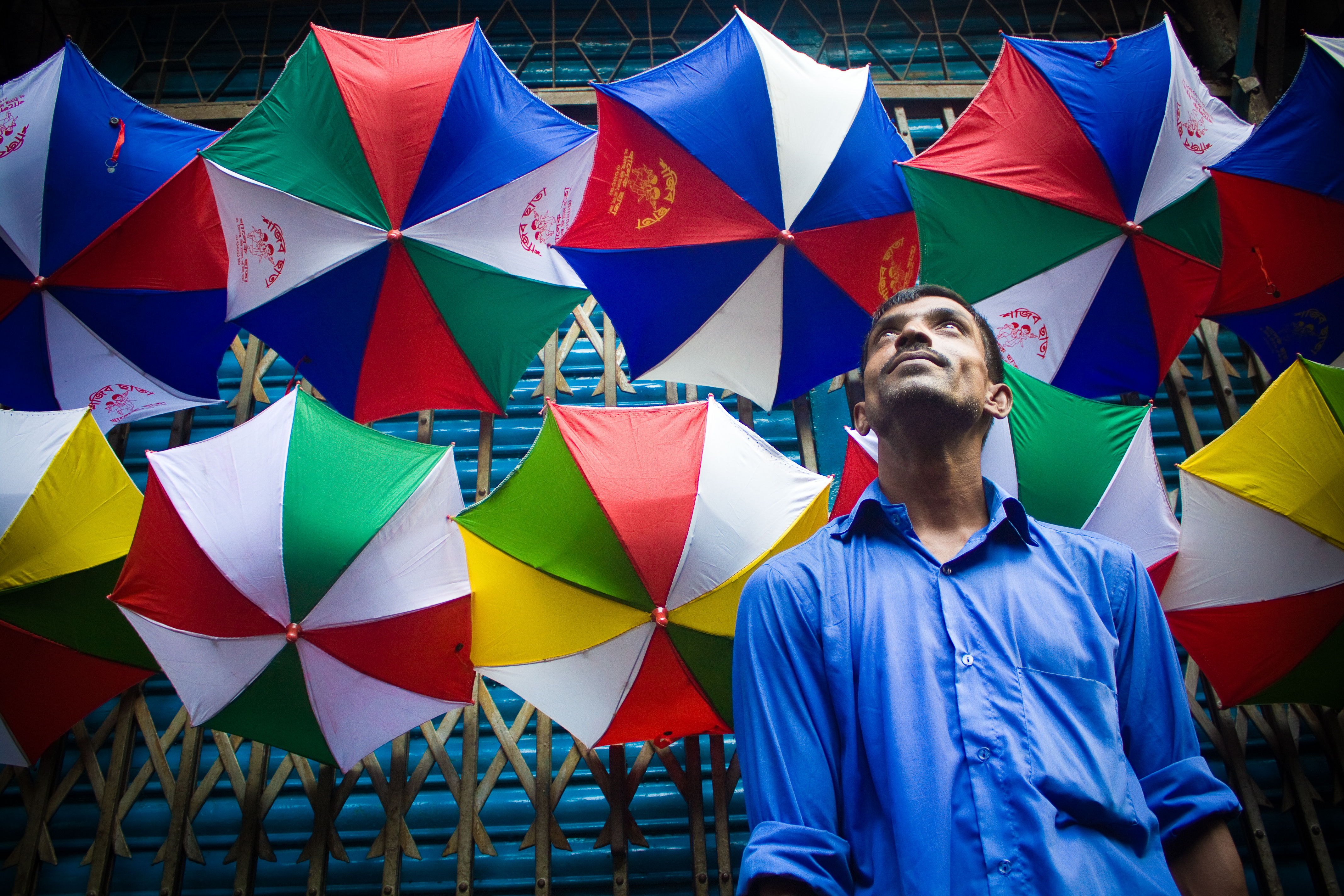
Hy vọng

Hy vọng có thể được sử dụng như một cốt truyện nghệ thuật và thường là động lực thúc đẩy sự thay đổi trong các nhân vật năng động. Một tài liệu tham khảo thường được hiểu từ văn hóa đại chúng phương tây là phụ đề " Một hy vọng mới " từ phần đầu tiên ban đầu (hiện được coi là tập IV) trong vở opera không gian khoa học viễn tưởng Star Wars. Phụ đề đề cập đến một trong những nhân vật chính, Luke Skywalker, người được kỳ vọng trong tương lai sẽ cho phép cái thiện chiến thắng cái ác trong cốt truyện của các bộ phim.
Con én là biểu tượng của niềm hy vọng, trong truyện ngụ ngôn của Aesop và nhiều tài liệu lịch sử khác. Nó tượng trưng cho hy vọng, một phần vì đây là một trong những loài chim đầu tiên xuất hiện vào cuối mùa đông và bắt đầu mùa xuân. Các biểu tượng khác của hy vọng bao gồm mỏ neo  và chim bồ câu.

## Trong thần thoại

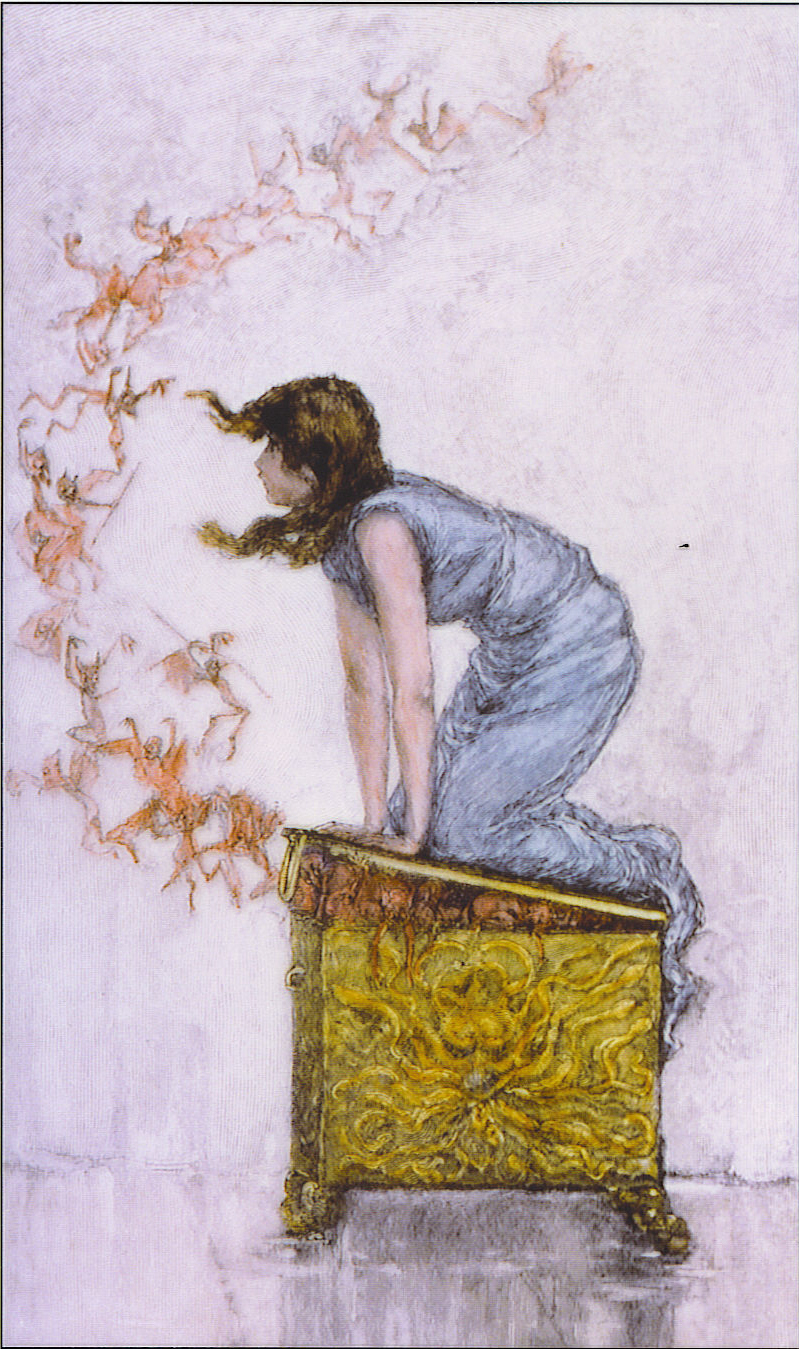
Tranh khắc vẽ Pandora cố gắng đóng cái hộp mà cô đã mở ra vì tò mò. Ở bên trái, tệ nạn của thế giới chế nhạo cô khi họ trốn thoát. Việc khắc dựa trên một bức tranh của F. S. Church.

Elpis (Hope) xuất hiện trong thần thoại Hy Lạp cổ đại với câu chuyện về thần Zeus và Prometheus. Prometheus đã đánh cắp lửa từ vị thần Zeus, khiến vị thần tối cao tức giận. Đổi lại, Zeus đã tạo ra một chiếc hộp chứa tất cả các hành vi xấu xa, mà người nhận chiếc hộp không biết. Pandora đã mở chiếc hộp sau khi được cảnh báo là không nên mở và giải phóng vô số những linh hồn có hại gây ra bệnh dịch, và bệnh tật cho nhân loại. Những linh hồn của sự tham lam, đố kị, thù hận, ngờ vực, đau khổ, giận dữ, trả thù, ham muốn và tuyệt vọng rải rác khắp nơi tìm kiếm con người để hành hạ. Tuy nhiên, bên trong chiếc hộp cũng có một linh hồn chữa bệnh chưa được tiết lộ tên là Hy vọng. Từ thời xa xưa, mọi người đã nhận ra rằng một tinh thần hy vọng có sức mạnh chữa lành phiền não và giúp họ chịu đựng những lúc đau khổ, bệnh tật, thảm họa, mất mát và đau đớn do những linh hồn và sự kiện xấu xa gây ra. Trong Works and Days của Hesiod, việc nhân cách hóa niềm hy vọng được đặt tên là Elpis.
Tuy nhiên, thần thoại Bắc Âu đã coi Hope (Vôn) là đã nhỏ giọt từ miệng của Fenris Wolf: khái niệm về lòng can đảm của họ đánh giá cao nhất là lòng dũng cảm một cách vui vẻ khi không có hy vọng.

## Trong tôn giáo

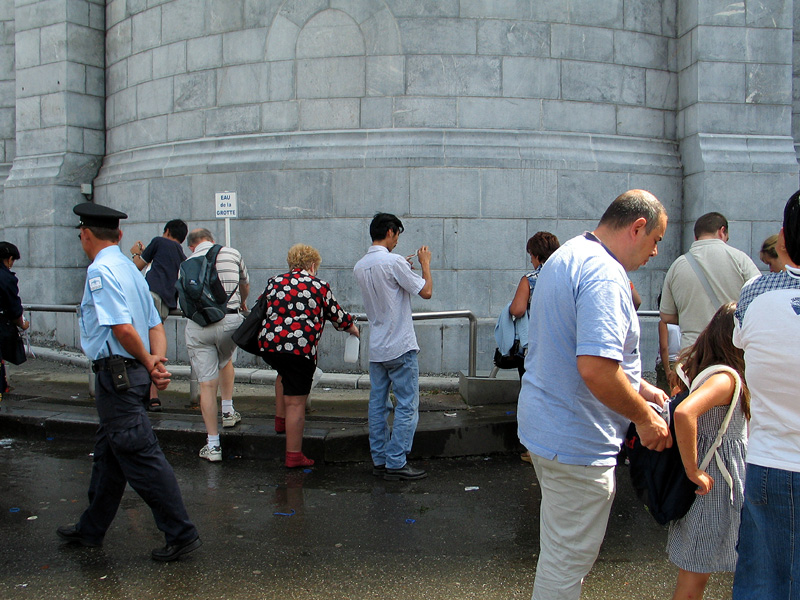
Người dân thu thập nước kỳ diệu ở Lourde, Haute-Garonne, Pháp

Hy vọng là một khái niệm quan trọng trong hầu hết các tôn giáo lớn trên thế giới, thường biểu thị cho "người hy vọng" tin rằng một cá nhân hoặc một nhóm tập thể sẽ đạt được một khái niệm về thiên đàng. Tùy thuộc vào tôn giáo, hy vọng có thể được coi là điều kiện tiên quyết cho và/hoặc sản phẩm phụ của sự thành tựu tâm linh.

### Kitô giáo
Hy vọng là một trong ba đức tính thần học của tôn giáo Kitô giáo, bên cạnh đức tin và tình yêu. "Hy vọng" trong Kinh Thánh có nghĩa là "một kỳ vọng mạnh mẽ và tự tin" của phần thưởng trong tương lai (xem Titus 1: 2). Theo cách nói hiện đại, hy vọng giống như niềm tin và kỳ vọng tự tin ". Sứ đồ Phao-lô lập luận rằng hy vọng là nguồn cứu rỗi cho các Kitô hữu: "Vì hy vọng chúng ta đã được cứu... nếu chúng ta hy vọng vào những gì chúng ta không thấy, với sự kiên trì, chúng ta háo hức chờ đợi nó"  (xem Romans 8:25).